# بيترو دي دوناتو
بيترو دي دوناتو (بالإنجليزية: Pietro di Donato)‏ (3 أبريل 1911، هوبوكين في الولايات المتحدة - 19 يناير 1992 في الولايات المتحدة)؛ عمال، كاتب وروائي أمريكي.